# Cadel Evans Great Ocean Road Race Women 2020
La 6.ª edición de la clásica ciclista Cadel Evans Great Ocean Road Race Women fue una carrera en Australia que se celebró el 1 de febrero de 2020 sobre un recorrido de 121 km con inicio y final en Geelong.
La carrera hizo parte del UCI WorldTour Femenino 2020 como competencia de categoría 1.UWT del calendario ciclístico de máximo nivel mundial, siendo la primera carrera de dicho circuito y fue ganada por la ciclista alemana Liane Lippert del equipo Sunweb. El podio lo completaron, la ciclista cubana Arlenis Sierra y la ciclista australiana Amanda Spratt, ambas del equipo Mitchelton Scott.

## Equipos participantes
Tomaron parte en la carrera 14 equipos de los cuales 6 fueron equipos de categoría UCI Women's Team, 1 selección nacional y 7 UCI Team Femenino. Los equipos participantes fueron:
| translation for headoftableIII_translate index 58 not found (6)- Alé BTC Ljubljana - Canyon-SRAM Racing - FDJ-Nouvelle Aquitaine-Futuroscope - Mitchelton-Scott - Sunweb Women - Trek-Segafredo UCI Women's continental teams (3)- Agolico - RoxSolt Attaquer - Tibco-Silicon Valley Bank Equipo nacional- Australia Unknown team category (4)- Astana Women's - BePink - Doltcini-Van Eyck Sport - Rally |
| |

## Clasificación final
Las clasificaciones finalizaron de la siguiente forma:
| \| Clasificación general \| Clasificación general \| Clasificación general \| Clasificación general \| Clasificación general \| \| Ciclista \| Ciclista \| Equipo \| Tiempo \| \| \| --------------------- \| --------------------- \| ---------------------------------- \| --------------------- \| --------------------- \| \| 1.ª \| Liane Lippert \| Sunweb \| 3 h 17 min 46 s \| \| \| 2.ª \| Arlenis Sierra \| Astana Women's Team \| + 15 s \| \| \| 3.ª \| Amanda Spratt \| Mitchelton-Scott \| + 15 s \| \| \| 4.ª \| Tayler Wiles \| Trek-Segafredo \| + 15 s \| \| \| 5.ª \| Leah Kirchmann \| Sunweb \| + 21 s \| \| \| 6.ª \| Chloe Hosking \| Rally Cycling \| + 21 s \| \| \| 7.ª \| Lauren Stephens \| Tibco-Silicon Valley Bank \| + 21 s \| \| \| 8.ª \| Ruth Winder \| Trek-Segafredo \| + 21 s \| \| \| 9.ª \| Ella Harris \| Canyon-SRAM Racing \| + 21 s \| \| \| 10.ª \| Brodie Chapman \| FDJ-Nouvelle Aquitaine-Futuroscope \| + 21 s \| \| |                 |                                    |                 |
| |                 |                                    |                 |
| Fuente: Cycling Quotient |                 |                                    |                 |
| Clasificación general |                 |                                    |                 |
| Ciclista | Ciclista        | Equipo                             | Tiempo          |
| 1.ª | Liane Lippert   | Sunweb                             | 3 h 17 min 46 s |
| 2.ª | Arlenis Sierra  | Astana Women's Team                | + 15 s          |
| 3.ª | Amanda Spratt   | Mitchelton-Scott                   | + 15 s          |
| 4.ª | Tayler Wiles    | Trek-Segafredo                     | + 15 s          |
| 5.ª | Leah Kirchmann  | Sunweb                             | + 21 s          |
| 6.ª | Chloe Hosking   | Rally Cycling                      | + 21 s          |
| 7.ª | Lauren Stephens | Tibco-Silicon Valley Bank          | + 21 s          |
| 8.ª | Ruth Winder     | Trek-Segafredo                     | + 21 s          |
| 9.ª | Ella Harris     | Canyon-SRAM Racing                 | + 21 s          |
| 10.ª | Brodie Chapman  | FDJ-Nouvelle Aquitaine-Futuroscope | + 21 s          |

## Ciclistas participantes y posiciones finales
Convenciones:
- AB-N: Abandono en la etapa "N"
- FLT-N: Retiro por llegada fuera del límite de tiempo en la etapa "N"
- NTS-N: No tomó la salida para la etapa "N"
- DES-N: Descalificado o expulsado en la etapa "N"

## UCI World Ranking
La Cadel Evans Great Ocean Road Race Women otorgó puntos para el UCI World Ranking Femenino para corredoras de los equipos en las categorías UCI Team Femenino. Las siguientes tablas muestran el baremo de puntuación y las 10 corredoras que obtuvieron más puntos:
| Posición   | 1.ª | 2.ª | 3.ª | 4.ª | 5.ª | 6.ª | 7.ª | 8.ª | 9.ª | 10.ª | 11.ª | 12.ª | 13.ª | 14.ª | 15.ª | 16.ª-20.ª | 21.ª-30.ª | 31.ª-40.ª |
| Puntuación | 400 | 320 | 260 | 220 | 180 | 140 | 120 | 100 | 80  | 68   | 56   | 48   | 40   | 32   | 28   | 24        | 16        | 8         |

| Clasificación |                 |                                    |        |
| Posición      | Ciclista        | Equipo                             | Puntos |
| ------------- | --------------- | ---------------------------------- | ------ |
| 1.ª           | Liane Lippert   | Sunweb                             | 400    |
| 2.ª           | Arlenis Sierra  | Astana Women's Team                | 320    |
| 3.ª           | Amanda Spratt   | Mitchelton Scott                   | 260    |
| 4.ª           | Tayler Wiles    | Trek-Segafredo Women               | 220    |
| 5.ª           | Leah Kirchmann  | Sunweb                             | 180    |
| 6.ª           | Chloe Hosking   | Rally Cycling                      | 140    |
| 7.ª           | Lauren Stephens | Tibco-Silicon Valley Bank          | 120    |
| 8.ª           | Ruth Winder     | Trek-Segafredo Women               | 100    |
| 9.ª           | Ella Harris     | Canyon SRAM Racing                 | 80     |
| 10.ª          | Brodie Chapman  | FDJ Nouvelle Aquitaine Futuroscope | 68     |